# Klapperichimorda
Klapperichimorda is een geslacht van kevers uit de familie spartelkevers (Mordellidae).
Het geslacht is voor het eerst wetenschappelijk beschreven in 1968 door Ermisch.

## Soorten
Het geslacht omvat de volgende soorten:
- Klapperichimorda kodadai Horák, 1996
- Klapperichimorda lutevittata Fan & Yang, 1995
- Klapperichimorda quadrimaculata Ermisch, 1968